# 石龙芮

石龍芮圖，陳夢雷《古今圖書集成》

石龙芮（学名：Ranunculus sceleratus）为毛茛科毛茛属下的一个种。石龙芮别名「黄花菜」，与萱草科萱草属下的黄花菜同名，二者极易混淆。不同的是，后者因其美味常被人食用，而前者则有剧毒，倘若不慎误食，有可能出现口腔灼热肿胀、咀嚼困难、呼吸困难等症状，严重时会危及生命。

## 扩展阅读
維基物種上的相關：石龙芮